# Chrysothemis (Gattin des Staphylos)
Chrysothemis (altgriechisch Χρυσόθεμις Chrysóthemis) ist in der griechischen Mythologie die Gattin des Staphylos. 
Bei Diodor ist sie die Mutter der Parthenos, der Molpadia und der Rhoio sowie die Großmutter des Anios, den ihre Tochter Rhoio mit dem Gott Apollon zeugt. Bei Hyginus Mythographus ist sie von Apollon die Mutter der Parthenos, die bereits im Kindesalter verstirbt. Apollon versetzt ihre Tochter daraufhin als Parthenos unter die Sterne.